# UFC Fight Night: Blaydes vs. Lewis
UFC Fight Night: Blaydes vs. Lewis (también conocido como UFC Fight Night 185, UFC on ESPN+ 43 y UFC Vegas 19) fue un evento de artes marciales mixtas producido por Ultimate Fighting Championship que tuvo lugar el 20 de febrero de 2021 en las instalaciones del UFC Apex en Enterprise, Nevada, parte del área metropolitana de Las Vegas, Estados Unidos.

## Antecedentes
El combate de Peso Pesado entre Curtis Blaydes y Derrick Lewis, ex aspirante al Campeonato Peso Pesado de la UFC, encabezó este evento. Inicialmente estaba previsto que fueran los cabezas de cartel de UFC on ESPN: Smith vs. Clark en noviembre, pero el combate se canceló debido a que Blaydes dio positivo por COVID-19.
En este evento se llevó a cabo una pelea de Peso Gallo Femenino entre Ketlen Vieira y la ex Campeona de Peso Gallo de Invicta FC y Campeona de Peso Pluma de la UFC, Yana Kunitskaya. Inicialmente estaban programados para reunirse en UFC Fight Night: Brunson vs. Shahbazyan en agosto de 2020, pero luego se trasladaron a UFC Fight Night: Lewis vs. Oleinik una semana después. A su vez, Vieira tuvo que retirarse debido a problemas de visa.
Una pelea de Peso Pesado entre Sergey Spivak y Jared Vanderaa estaba inicialmente programada para llevarse a cabo en UFC 256, pero Vanderaa dio positivo por COVID-19 y se vio obligada a retirarse del evento. Luego, se reprogramó el emparejamiento para este evento.
En el evento tuvo lugar una pelea de Peso Gallo entre Aiemann Zahabi y Drako Rodriguez. La pareja estaba programada previamente para tener lugar en diciembre de 2020 en UFC Fight Night: Thompson vs. Neal, pero se descartó en los días previos a ese evento después de que Zahabi dio positivo por COVID-19.
Un combate de Peso Medio entre Phil Hawes y Nassourdine Imavov que originalmente se esperaba que tuviera lugar en UFC on ABC: Holloway vs. Kattar, pero fue descartado por razones no reveladas apenas unas horas antes del evento. Se enfrentaron en este evento.
Estaba previsto un combate de Peso Pluma entre Michael Trizano y Rafael Alves. Sin embargo, el 9 de febrero se supo que Trizano se vio obligado a retirarse del combate debido a una lesión de tobillo. Fue sustituido por el recién llegado a la promoción Pat Sabatini.
Se esperaba que Jai Hebert se enfrentara a Drakkar Klose en un combate de Peso Ligero en este evento. Sin embargo, Hebert se retiró en las semanas previas al evento y fue sustituido por Luis Peña. Unas horas antes del evento, el combate se canceló después de que uno de los esquineros de Klose diera positivo por COVID-19.
En el pesaje, Ketlen Vieira, Jared Gordon, Drako Rodriguez y Rafael Alves no alcanzaron el peso para sus respectivos combates. Vieira pesó 138 libras, dos libras por encima del límite de la pelea de Peso Gallo Femenino sin título. Gordon pesó 150 libras, cuatro libras por encima del límite de plso pluma. Rodríguez pesó 140.5 libras, cuatro libras y media por encima del límite de combate de peso gallo sin título. Todos sus combates se celebraron en el peso acordado y Vieira fue multada con el 20% de su bolsa individual, mientras que Gordon y Rodríguez fueron multados con el 30% cada uno, que fue a parar a sus oponentes Yana Kunitskaya, Danny Chavez y Aiemann Zahabi respectivamente. Alves pesó 157.5 libras, once libras y media por encima del límite de peso pluma sin título, marcando el peso más alto de la historia de la UFC. Su combate contra Pat Sabatini fue cancelado como resultado de ello.
Se esperaba un combate de Peso Pluma entre Chas Skelly y Jamall Emmers. Sin embargo, el combate se canceló momentos antes de que comenzara, ya que Emmers sufrió espasmos en la espalda entre bastidores que le impidieron competir.

## Premios de bonificación
Los siguientes luchadores recibieron bonificaciones de $50000 dólares.
- Pelea de la Noche: No se concedió ninguna bonificación.
- Actuación de la Noche: Derrick Lewis, Chris Daukaus, Tom Aspinall y Aiemann Zahabi